# 布魯爾頓 (紐約州)
布魯爾頓（英語：Brewerton）是位於美國紐約州奧農達加縣及奧斯威戈縣的普查規定居民點。

## 人口
根據2020年美國人口普查的數據，布魯爾頓的面積為8.64平方千米，當中陸地面積為8.20平方千米，而水域面積為0.44平方千米。當地共有人口3907人，而人口密度為每平方千米452.2人。